# Bahnhof Berlin-Baumschulenweg
Der Bahnhof Berlin-Baumschulenweg ist ein S-Bahn- und ehemaliger Fernbahnhof im Ortsteil Baumschulenweg des Berliner Bezirks Treptow-Köpenick. Er befindet sich an der Berlin-Görlitzer Eisenbahn südlich der Einfädelung der Bahnstrecke Berlin-Neukölln–Berlin-Baumschulenweg an der Baumschulenstraße.

## Geschichte

### Vorkriegsgeschichte
Der Bahnhof wurde am 20. Mai 1890 an der Strecke unmittelbar südlich der Baumschulenstraße eröffnet. Die Einrichtung der Station war unter anderem dem Wirken Franz Späths zu verdanken, der entlang der Straße mehrere Baumschulen anlegte, wodurch der heutige Ortsteil und somit auch der Bahnhof zu ihrem Namen kamen.
Um 1906 wurde die gesamte Bahntrasse der Görlitzer Bahn im Berliner Raum hochgelegt, um höhengleiche Kreuzungen mit dem Straßenverkehr zu vermeiden. Dabei erhielt der Vorortverkehr ein eigenes durchgehendes Gleispaar bis nach Grünau. In Baumschulenweg wurde mit der Hochlegung und Erweiterung der Trasse ein weiterer Bahnsteig hinzugefügt, sodass Nah- und Fernverkehr an insgesamt vier Bahnsteigkanten hielten. Der Vorortbahnsteig erhielt den Buchstaben ‚A‘, der Fernbahnsteig ‚B‘ zur Unterscheidung.

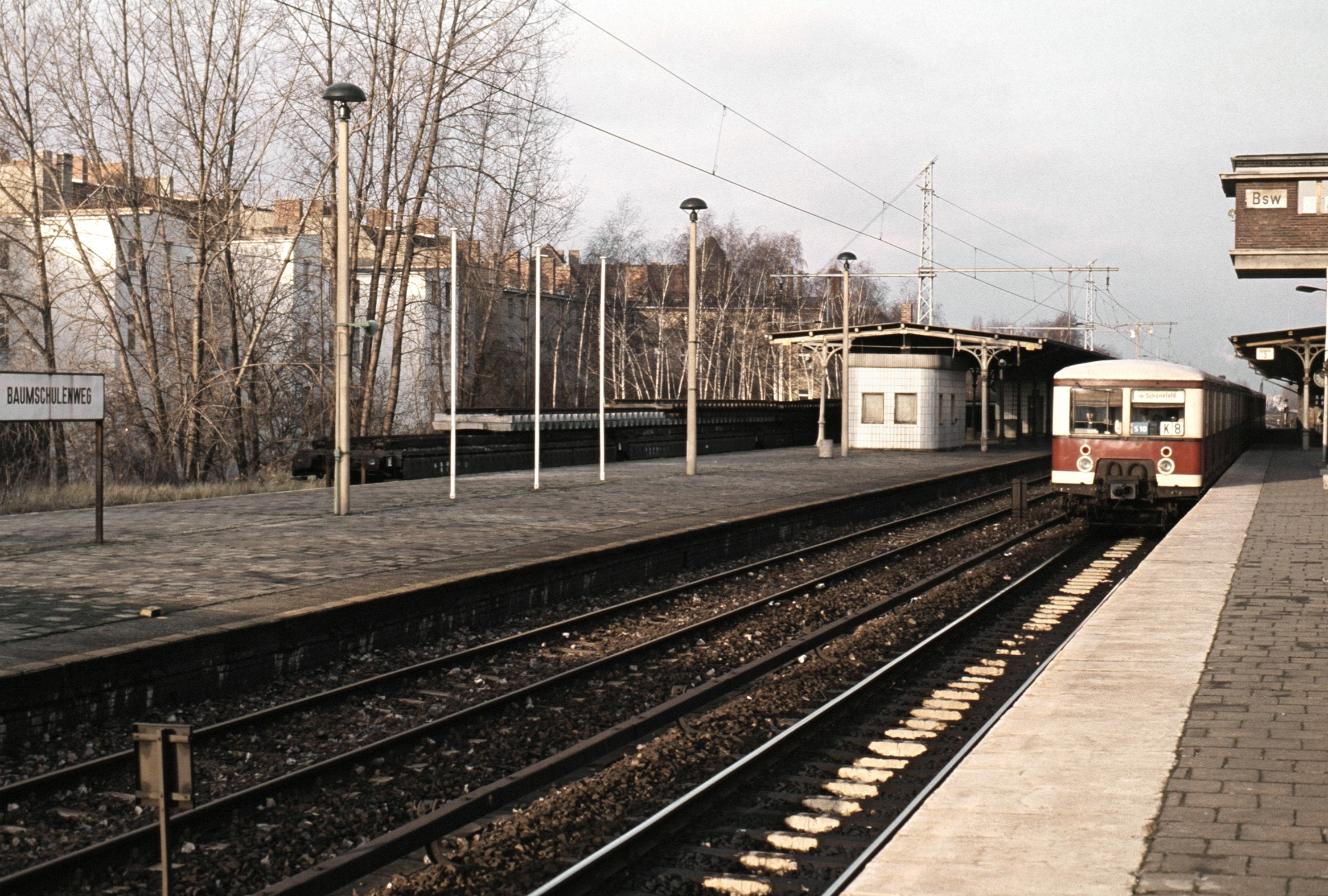
Bahnsteige B (Fernbahn) und A (mit Zug der Baureihe 276), 1992

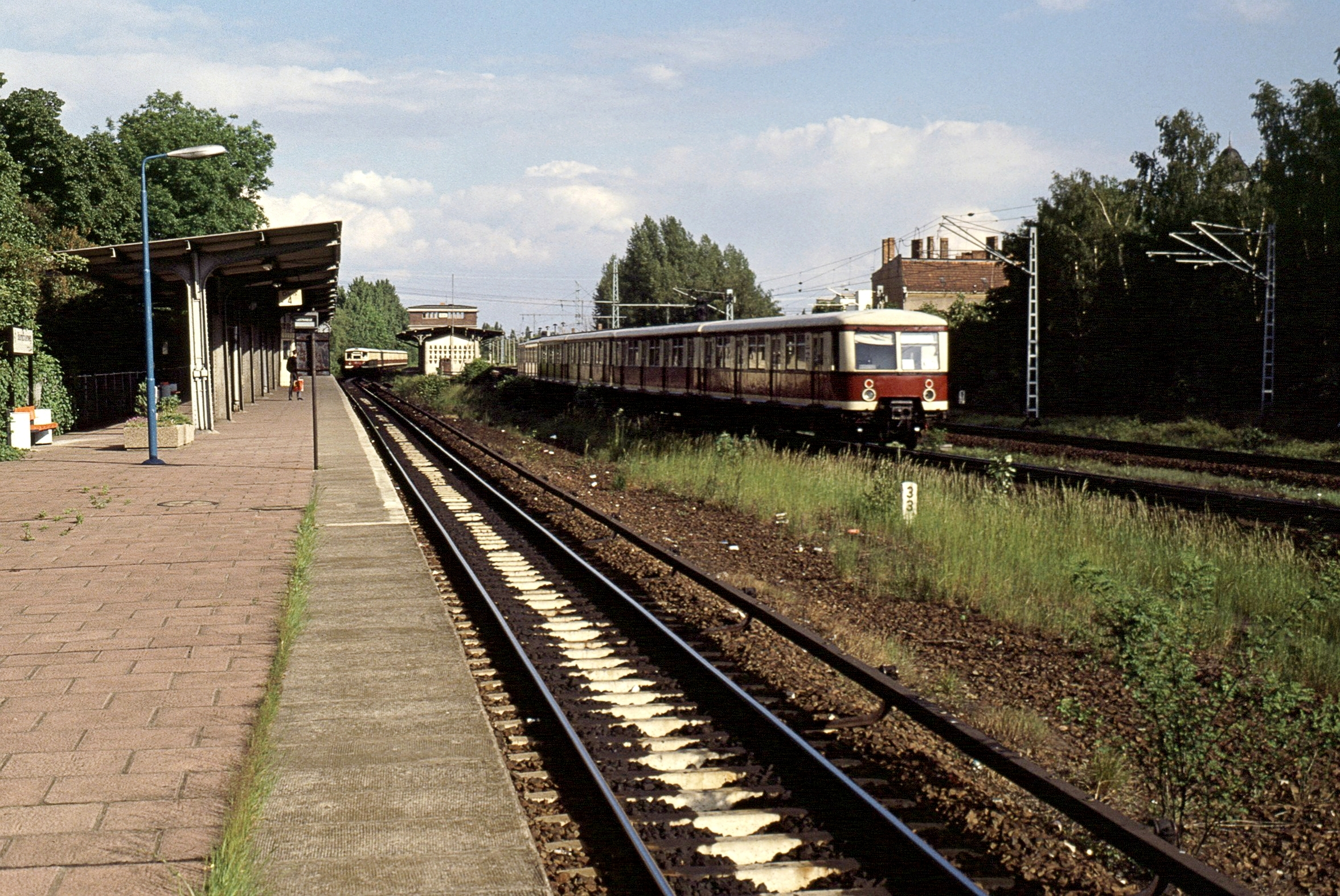
Bahnsteig C von Norden her gesehen, im Hintergrund der alte Bahnsteig A, 1991

Im Jahr 1916 erfolgte nochmals eine Erweiterung. Für die Verbindung nach Neukölln, die seit 1896 bestand, wurde aufgrund des erhöhten Verkehrsaufkommens die Einfädelung in die Görlitzer Bahn erweitert. Die Zusammenführung der Strecke erfolgte nun südlich von Baumschulenweg, sodass die Vorortzüge von Treptow und Neukölln am selben Bahnsteig hielten. Für die Gegenrichtung wurde daher ein neuer Bahnsteig C benötigt. Dieser wurde, da der Raum nur begrenzt zur Verfügung stand, über und nördlich der Baumschulenstraße in Form eines Seitenbahnsteigs errichtet.
Am 6. November 1928 wurden die Vorortgleise dem elektrischen Betrieb übergeben. Die neuen S-Bahn-Züge konnten allerdings erst nur über Neukölln auf die Ringbahn fahren. Erst am 1. Februar 1929 wurde auch der nördliche Abschnitt auf der Görlitzer Bahn elektrifiziert, womit die Dampfzüge auf den Vorortgleisen Geschichte waren. Zwischen dem Görlitzer Bahnhof und Königs Wusterhausen pendelten allerdings auf den Ferngleisen weiterhin dampfbetriebene Vorortzüge mit Halt in Baumschulenweg bis 1951.
Die mit den Planungen zur „Welthauptstadt Germania“ verbundenen Veränderungen des Schienenverkehrs im Raum Berlin hätten für den Bahnhof nur geringfügige Änderungen vorgesehen. Die Anlage der beiden Bahnsteige A und C sollte beibehalten, der Bahnsteig B dagegen aufgegeben werden. Für den Fernverkehr war dagegen eine Erweiterung des Gleisfeldes vorgesehen, um eine einfachere Ausfädelung der Verbindungsbahn zu ermöglichen. Von den Planungen wurde – abgesehen von mehreren noch heute erkennbaren Betonstützwänden entlang der Verbindungsbahn – keine umgesetzt.

### Veränderte Nutzung im Kalten Krieg

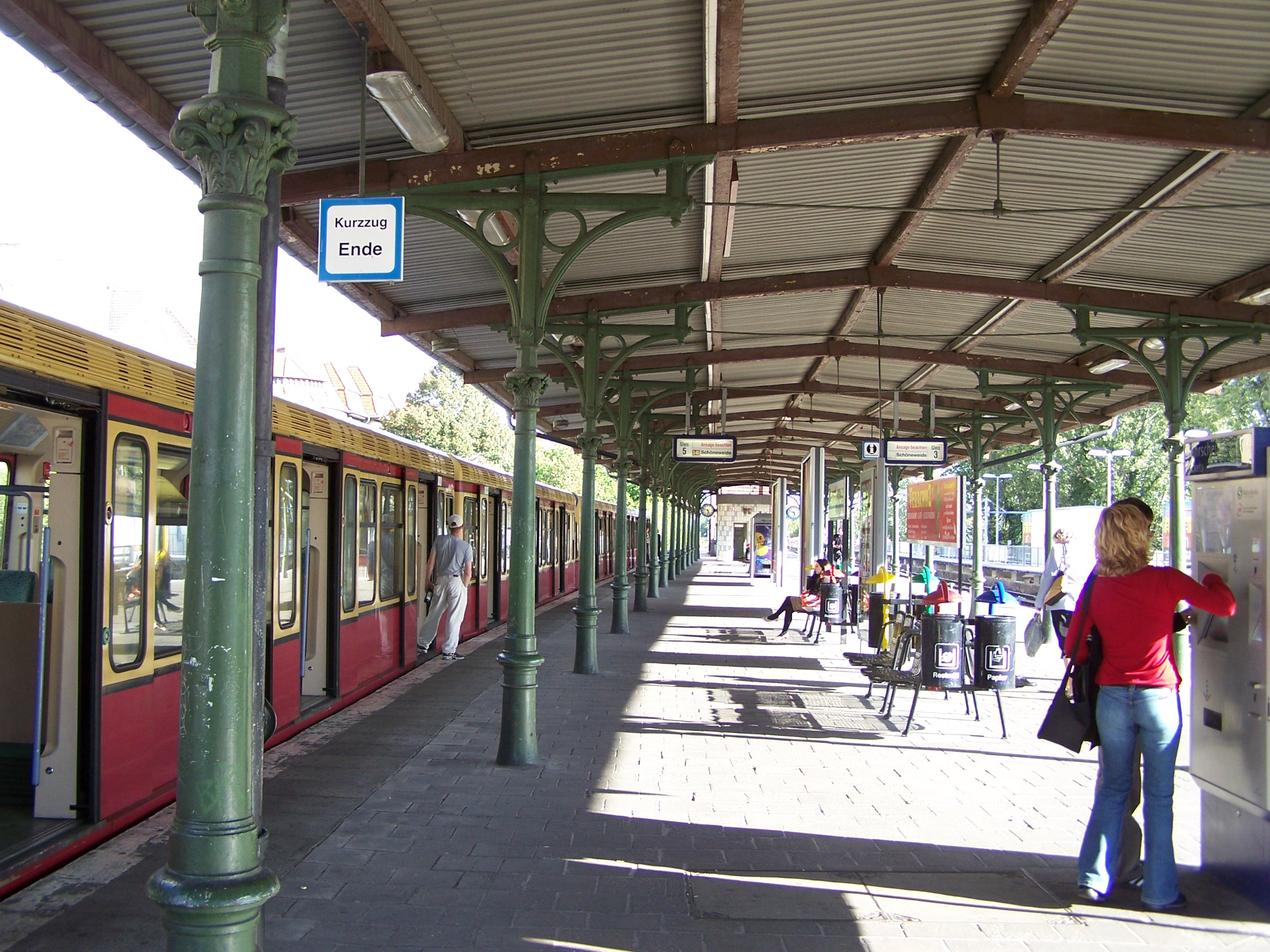
Bahnsteig A, an dem bis September 2007 die Züge Richtung Schöneweide hielten

Die im Zweiten Weltkrieg entstandenen Schäden hatten nur geringfügige Auswirkungen auf den Betrieb. Wie auch bei den anderen Strecken war die Görlitzer Bahn von den Reparationsleistungen an die Sowjetunion betroffen. Da der S-Bahn-Betrieb aufgrund der in Schöneweide gelegenen Hauptwerkstatt mit einem Gleis nicht möglich gewesen wäre, wurde lediglich bei der Fernbahn ein Gleis abgebaut.
Mit der Stilllegung des Görlitzer Bahnhofs am 30. Mai 1951 gewann auch der Fernbahnsteig B in Baumschulenweg an Bedeutung. Neben einigen wenigen normalen in Berlin aussetzenden Schnellzügen hielten auch Sonderzüge sowie vereinzelte Nahverkehrszüge, um den Bahnhof Schöneweide zu entlasten. Deshalb erfolgte nach dem Mauerbau die Verlängerung des Bahnsteigs bis an den Britzer Zweigkanal.
Mit dem Mauerbau am 13. August 1961 wurde der Verkehr von und nach Neukölln unterbrochen. Das Streckengleis wurde zwischen der Ausfädelung bis zur Sektorengrenze abgetragen. Auf den verbliebenen Metern hinter dem Bahnsteig wurde dagegen ein fahrbares Unterwerk eingerichtet. Dieses versah bis in die Mitte der 1980er Jahre seinen Dienst. Danach wurden die restlichen Meter Schiene bis zur Einfädelung ebenfalls entfernt.
Nach der deutschen Wiedervereinigung war die Wiedereröffnung der Ringbahn eine der ersten Maßnahmen. Da allerdings zwischen Neukölln und Treptower Park umfangreichere Straßenbauarbeiten vorgesehen waren, wurde die Strecke zunächst über Köllnische Heide bis nach Baumschulenweg geführt. Dazu mussten die Anlagen wiederhergestellt werden. Die Betriebsführung wurde wie in den Jahren zuvor beibehalten, die Züge von Norden fahren den Bahnsteig A an und vereinigen sich hinter diesem und die Züge von Süden her halten am Seitenbahnsteig und fädeln dort aus.

### Streckensanierung nach dem Jahr 2000

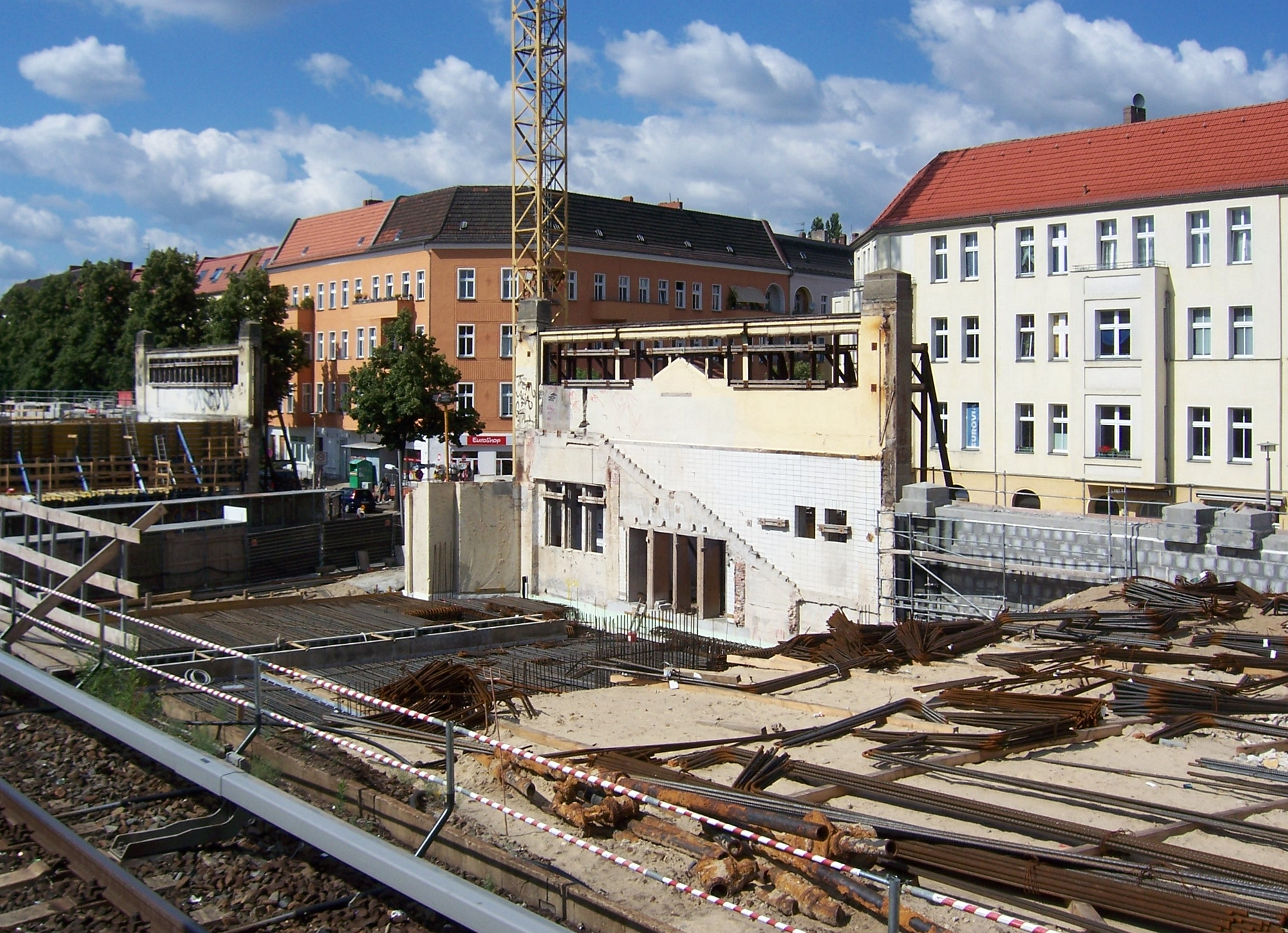
Bauarbeiten am neuen Bahnhof, 2008

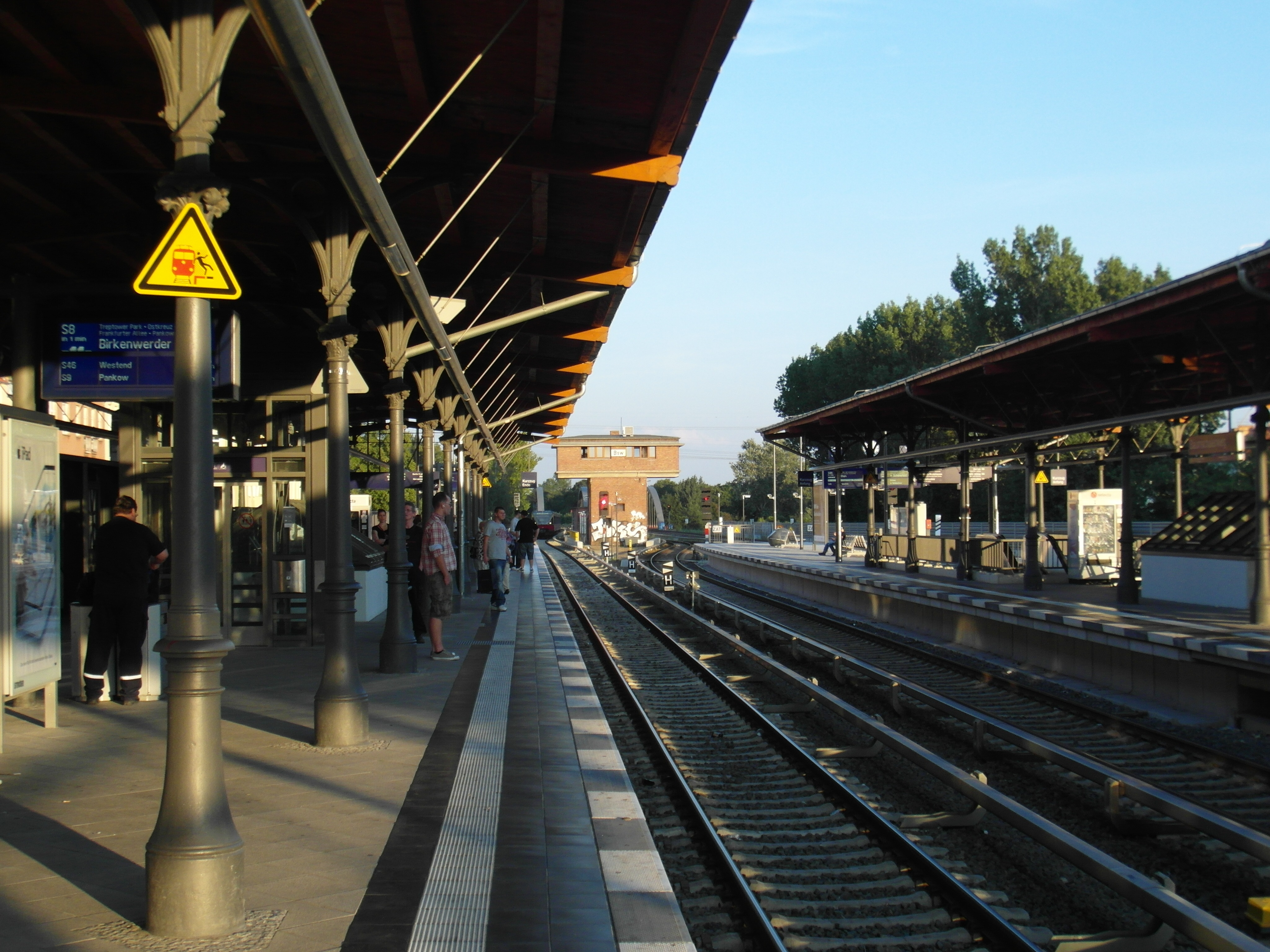
Bahnsteige nach dem Umbau, 2012

Seit 2006 wird die gesamte Görlitzer Bahn von Grund auf saniert. Im Bereich des Bahnhofs Baumschulenweg wurden die Arbeiten im Dezember 2011 mit der Fertigstellung des Zugangsbauwerks abgeschlossen. Für den Bahnhof hat sich im Zuge dieser Bauarbeiten die Umsteigesituation erheblich verbessert. Der Seitenbahnsteig mit dem historischen, denkmalgeschützten Empfangsgebäude von 1916 wurde beibehalten. Der Bahnsteig A wurde dagegen auf Höhe des Seitenbahnsteigs über die Baumschulenstraße verschoben, damit wurden Zugänge von beiden Straßenseiten möglich. Etwa die Hälfte der Bahnsteige erhielt eine Überdachung, dabei wurden die alten gusseisernen Dachstützen der früheren Bahnsteige weiter verwendet.
Die letzten drei alten Brückenüberbauten über die Baumschulenstraße besaßen noch die in Berlin einst weitverbreiteten Hartungschen Säulen. Diese gehörten zu den letzten noch unter Verkehr stehenden Säulen dieses Typs in Berlin. Im Rahmen des Bahnhofsumbaus wurden die Brücken durch Neubauten ersetzt. Vier der alten Säulen wurden in der neu entstandenen Eingangshalle des Bahnhofs eingebaut.
Da die Arbeiten bei laufendem S-Bahn-Betrieb stattfanden, wurde für diese Zeit die Görlitzer Bahn für den Güterverkehr auf ein Gleis Richtung Neukölln verengt und für den Fernverkehr gesperrt. Die S-Bahn-Gleise wurden im Bereich der Brücken- und Bahnhofsbaustellen auf die Trasse der Ferngleise verschwenkt, hierzu wurden die entsprechenden Abschnitte der Ferngleise mit Stromschienen versehen. Im Bereich des ehemaligen Fernbahnsteigs B wurde aus Fertigteilelementen ein Behelfsbahnsteig mit der für die S-Bahn notwendigen Bahnsteighöhe von 96 Zentimetern errichtet.

## Verkehr
Der S-Bahnhof ist Trennungsbahnhof der Bahnstrecke Berlin-Neukölln–Berlin-Baumschulenweg von der Görlitzer Bahn beziehungsweise der Bahnstrecke Berlin Warschauer Straße–Königs Wusterhausen. Er wird von den Linien S45, S46, S47, S8, S85 und S9 der Berliner S-Bahn bedient. Es besteht eine Umsteigemöglichkeit zu den Buslinien 170, 265 und 365 der Berliner Verkehrsbetriebe.
| Linie | Verlauf | Takt in der HVZ |
| ----- | --- | --------------- |
|       | Südkreuz – Tempelhof – Hermannstraße – Neukölln – Köllnische Heide – Baumschulenweg – Schöneweide – Johannisthal – Adlershof – Altglienicke – Grünbergallee – Schönefeld (bei Berlin) – Waßmannsdorf – Flughafen BER | 20 min          |
|       | Westend – Messe Nord/ZOB – Westkreuz – Halensee – Hohenzollerndamm – Heidelberger Platz – Bundesplatz – Innsbrucker Platz – Schöneberg – Südkreuz – Tempelhof – Hermannstraße – Neukölln – Köllnische Heide – Baumschulenweg – Schöneweide – Johannisthal – Adlershof – Grünau – Eichwalde – Zeuthen – Wildau – Königs Wusterhausen | 20 min          |
|       | Hermannstraße – Neukölln – Köllnische Heide – Baumschulenweg – Schöneweide – Oberspree – Spindlersfeld | 20 min          |
|       | Birkenwerder – Hohen Neuendorf – Bergfelde – Schönfließ – Mühlenbeck-Mönchmühle – Blankenburg – Pankow-Heinersdorf – Pankow – Bornholmer Straße – Schönhauser Allee – Prenzlauer Allee – Greifswalder Straße – Landsberger Allee – Storkower Straße – Frankfurter Allee – Ostkreuz – Treptower Park – Plänterwald – Baumschulenweg – Schöneweide – Johannisthal – Adlershof – Grünau (– Eichwalde – Zeuthen – Wildau)                                                        | 20 min          |
|       | Frohnau – Hermsdorf – Waidmannslust – Wittenau (Wilhelmsruher Damm) – Wilhelmsruh – Schönholz – Wollankstraße – Bornholmer Straße – Schönhauser Allee – Prenzlauer Allee – Greifswalder Straße – Landsberger Allee – Storkower Straße – Frankfurter Allee – Ostkreuz – Treptower Park – Plänterwald – Baumschulenweg – Schöneweide (– Johannisthal – Adlershof – Grünau) | 20 min          |
|       | Spandau – Stresow – Pichelsberg – Olympiastadion – Heerstraße – Messe Süd – Westkreuz – Charlottenburg – Savignyplatz – Zoologischer Garten – Tiergarten – Bellevue – Hauptbahnhof – Friedrichstraße – Hackescher Markt – Alexanderplatz – Jannowitzbrücke – Ostbahnhof – Warschauer Straße – Treptower Park – Plänterwald – Baumschulenweg – Schöneweide – Johannisthal – Adlershof – Altglienicke – Grünbergallee – Schönefeld (bei Berlin) – Waßmannsdorf – Flughafen BER | 20 min          |